# Sybaguasu thoracicum
Sybaguasu thoracicum är en skalbaggsart som först beskrevs av Olivier 1795.  Sybaguasu thoracicum ingår i släktet Sybaguasu och familjen långhorningar. Inga underarter finns listade i Catalogue of Life.